# برنی نیلور
برنارد جورج نیلور (زاده  ۲۶ آوریل ۱۹۲۳) بازیکن فوتبال استرالیایی بود؛ که یکی از موفق‌ترین فوتبالیست‌های زمان خود محسوب می‌شد.